# متحف الملك عبد العزيز الحربي
متحف الملك عبد العزيز الحربي أحد متاحف العسكرية في المملكة العربية السعودية، الواقع في كلية الملك عبد العزيز الحربية في العاصمة الرياض.

## الوصف
هو متحف حربي يتبع وزارة الدفاع السعودية فرع القوات البرية، مقره كلية الملك عبد العزيز الحربية. ويقدم المتحف عرضًا شاملًا
لأنواع الأسلحة والأدوات الحربية٬ وتطور اللباس العسكري لطلاب الكلية٬ مع سرد تاريخي لتطور القوات العربية السعودية.